# Rugby Americas North M19 2019
El Rugby Americas North M19 del 2019 fue la 14° edición del torneo de rugby juvenil de la confederación norteamericana.
Se disputó en Barbados.

## Equipos participantes
- Selección juvenil de rugby de Barbados
- Selección juvenil de rugby de Bermudas
- Selección juvenil de rugby de Curazao
- Selección juvenil de rugby de Islas Caimán
- Selección juvenil de rugby de Jamaica
- Selección juvenil de rugby de México
- Selección juvenil de rugby de Trinidad y Tobago
- USA South

## Posiciones

### Grupo A
| Pos. | Equipo            | Encuentros | Encuentros | Encuentros | Encuentros | Tantos  | Tantos    | Tantos     | Puntos |
| Pos. | Equipo            | jugados    | ganados    | empatados  | perdidos   | a favor | en contra | diferencia | Puntos |
| ---- | ----------------- | ---------- | ---------- | ---------- | ---------- | ------- | --------- | ---------- | ------ |
| 1    | México            | 3          | 3          | 0          | 0          | 136     | 0         | + 136      | 15     |
| 2    | Trinidad y Tobago | 3          | 1          | 1          | 1          | 45      | 29        | + 16       | 7      |
| 3    | Islas Caimán      | 3          | 1          | 1          | 1          | 36      | 31        | + 5        | 7      |
| 4    | Curazao           | 3          | 0          | 0          | 3          | 0       | 157       | - 157      | 0      |

Nota: Se otorgan 4 puntos al equipo que gane un partido y 2 al que empate
Puntos Bonus: 1 punto por convertir 4 tries o más en un partido y 1 al equipo que pierda por no más de 7 tantos de diferencia
|  | Semifinales 1° al 4° puesto |
|  | Semifinales 5° al 8° puesto |

| 18 de julio | México | 24 - 0 | Trinidad y Tobago |  |  |

| 18 de julio | Islas Caimán | 31 - 0 | Curazao |  |  |

| 18 de julio | México | 86 - 0 | Curazao |  |  |

| 18 de julio | Islas Caimán | 5 - 5 | Trinidad y Tobago |  |  |

| 19 de julio | México | 26 - 0 | Islas Caimán |  |  |

| 19 de julio | Trinidad y Tobago | 40 - 0 | Curazao |  |  |

### Grupo B
| Pos. | Equipo    | Encuentros | Encuentros | Encuentros | Encuentros | Tantos  | Tantos    | Tantos     | Puntos |
| Pos. | Equipo    | jugados    | ganados    | empatados  | perdidos   | a favor | en contra | diferencia | Puntos |
| ---- | --------- | ---------- | ---------- | ---------- | ---------- | ------- | --------- | ---------- | ------ |
| 1    | USA South | 3          | 3          | 0          | 0          | 84      | 5         | + 79       | 13     |
| 2    | Bermudas  | 3          | 2          | 0          | 1          | 44      | 28        | + 16       | 8      |
| 3    | Jamaica   | 3          | 1          | 0          | 2          | 26      | 43        | - 17       | 4      |
| 4    | Barbados  | 3          | 0          | 0          | 3          | 5       | 83        | - 78       | 0      |

Nota: Se otorgan 4 puntos al equipo que gane un partido y 2 al que empate
Puntos Bonus: 1 punto por convertir 4 tries o más en un partido y 1 al equipo que pierda por no más de 7 tantos de diferencia
|  | Semifinales 1° al 4° puesto |
|  | Semifinales 5° al 8° puesto |

| 18 de julio | USA South | 16 - 5 | Bermudas |  |  |

| 18 de julio | Jamaica | 19 - 0 | Barbados |  |  |

| 18 de julio | USA South | 46 - 0 | Barbados |  |  |

| 18 de julio | Jamaica | 7 - 21 | Bermudas |  |  |

| 19 de julio | USA South | 22 - 0 | Jamaica |  |  |

| 19 de julio | Bermudas | 18 - 5 | Barbados |  |  |

### Semifinales 1° al 4° puesto
| 19 de julio | USA South | 18 - 5 | Trinidad y Tobago |  |  |

| 19 de julio | México | 17 - 0 | Bermudas |  |  |

### Semifinales 5° al 8° puesto
| 19 de julio | Islas Caimán | 24 - 3 | Barbados |  |  |

| 19 de julio | Jamaica | 29 - 5 | Curazao |  |  |

### Definición 7° puesto
| 21 de julio | Barbados | 30 - 0 | Curazao |  |  |

### Definición 5° puesto
| 21 de julio | Islas Caimán | 31 - 19 | Jamaica |  |  |

### Definición 3° puesto
| 21 de julio | Bermudas | 15 - 22 | Trinidad y Tobago |  |  |

### Final
| 21 de julio | México | 30 - 20 | USA South |  |  |

| Bandera de México |
| Campeón México    |
| Cuarto título     |